# Rostronitschkia
Rostronitschkia is een monotypisch geslacht van schimmels behorend tot de familie Diatrypaceae. Het bevat alleen Rostronitschkia nervincola.